# Marc Van Ranst
Marc Van Ranst (Bornem, 20 de junio de 1965) es un virólogo belga, profesor de la Universidad KU Leuven (Lovaina, Bélgica), asociado a la lucha contra la Pandemia de enfermedad por coronavirus de 2019-2020 en Bélgica.

## Formación
Marc Van Ranst se licenció en Medicina por la Universidad de Hasselt en 1986 (en esa época se denominaba L.U.C.); obtuvo luego el título de Doctor en Medicina por la Universidad KU Leuven en 1990. De 1990 a 1993, trabajó en el Departamento de Microbiología e Inmunología  de la Escuela de Medicina Albert Einstein de Nueva York, y ha obtenido un doctorado en Virología en 1994. Se ha especializado igualmente en medicina del laboratorio (1998) para la cual ha obtenido un doctorado por la Universidad KU Leuven.

## Carrera
En 1999 comenzó a trabajar como profesor de Virología en la Universidad KU Leuven y como investigador en el Hospital UZ Leuven. Desde 1999 trabajó en el Consejo superior belga de la salud pública, donde presidió el departamento de vacunación. Desde 2012, dirige el Departamento de Microbiología e Immunología de la KU Leuven, y desde 2014 es jefe de servicio del Departamento de laboratorios. Es también el director del laboratorio de referencia sobre el VIH/sida y de los laboratorios nacionales de referencia para el coronavirus y el rotavirus, así como del laboratorio de virología diagnóstica. En su laboratorio, seis doctorandos y cuatro estudiantes de máster trabajan sobre diferentes campos de la evolución molecular de los virus del ADN y del ARN.
Van Ranst enseña Virología y Bioinformática en la Facultad de Medicina de la KU Leuven. Desde 1995, ocupa un puesto de profesor invitado de la Universidad Carlos de Praga, donde enseña también Bioinformática.
Ha publicado más 270 artículos científicos en revistas y varias publicaciones sobre la evolución molecular de los virus y la bioinformática. Es de destacar su artículo en la revista The Lancet en 2004 : Chandipura virus: an emerging human pathogen?. Es también, editor jefe de la web Vaccinews.net, una plataforma web que da información sobre las vacunas.

## Gestión de las crisis de gripe en Bélgica
- Desde 2007, es responsable de la planificación de respuesta a las pandemias de gripe.[8]
- 2009-2010: comisario interministerial para la gestión de crisis durante la pandemia de gripe mexicana.[1]
- 2020: miembro del 'Risk Assessment Group' (RAG) belga, asesor del Gobierno por los riesgos del coronavirus SARS-CoV-2 para la salud pública, así como miembro del Comité científico Betacoronavirus que da pareceres a las autoridades sobre el combate del virus en Bélgica.[9][10][11][12]

## Medios de comunicación
Van Ranst es muy activo en medios de comunicación sociales, particularmente en Twitter. El científico usualmente es atacado por militantes nacionalistas de extrema derecha; en 2018 el anterior Secretario de Estado de Migraciones, Theo Francken, apodó a Van Ranst como Doctor Haat (Doctor Odiado).

### Reconocimientos
- 2004: European Clinical Virology Heine-Medin award de la European Society for Clinical Virology[15]
- 2005: doctor honoris causa por la Universidad de Kalmar de Suecia.[1]